# Hostway
Hostway – międzynarodowa firma świadcząca usługi hostingowe. Jej siedziba mieści się w Chicago. Firma świadczy usługi z zakresu hostingu stron internetowych i baz danych, dla osób fizycznych oraz małych i średnich przedsiębiorstw.

## Historia
Firma została założona w roku 1998 przez byłych studentów Uniwersytetu Chicagowskiego – Lucasa Roha, Johna Lee i Arnolda Choi – oraz ich dwóch partnerów z wkładem własnym na poziomie 30 tys. dolarów. Pierwotnie firma nazywała się Spectronet Inc., zmiana nazwy na Hostway Corporation nastąpiła po kilku miesiącach.
Po osiągnięciu znacznych zysków na terenie Chicago i USA firma weszła na rynek koreański, na którym również odniosła znaczący sukces. Po ponad roku posiadała biura i oddziały w Ameryce Północnej – Chicago, Vancouver, Austin i Tampa – oraz w Europie – Wielkiej Brytanii, Francji, Niemczech, Belgii, Holandii – a także w Australii, Indiach i Korei. 
W roku 2003 kupiła kanadyjską firmę NetNation za 10 milionów dolarów.
Obecnie Hostway świadczy usługi około 400 tysiącom klientów na całym świecie. Głównymi z nich są: Coca-Cola, Disney, McGraw-Hill, Sony/BMG, Wrigley Company, Fox News oraz Wikimedia.